# Mark Gorski
Mark Brian Gorski (Evanston, 6 gennaio 1960) è un ex pistard e dirigente sportivo statunitense, medaglia d'oro nella velocità alle Olimpiadi del 1984.

## Biografia
Ha frequentato la Lake Park High School a Roselle, nell'Illinois, e l'Università del Michigan. Gorski è stato membro delle squadre olimpiche del 1980, 1984 e 1988 e ha vinto una medaglia d'oro alle Olimpiadi del 1984 a Los Angeles nella gara dei 1000 metri sprint (velocità); ha poi gareggiato come professionista dal 1985 al 1989. Nel 1995 è stato inserito nella Hall of Fame di ciclismo degli Stati Uniti (USBHOF). Dopo il ritiro dalle corse ha lavorato come commentatore per la NBC ai Giochi olimpici di Barcellona 1992 e ha tenuto numerosi convegni; dal 1995 al 2003 è stato inoltre direttore sportivo del team professionistico US Postal Service.
Gorski, che ha frequentato l'Università del Michigan dal 1978 al 1982, vive a St. Louis, nel Missouri. È direttore dello sviluppo di Wexford Science & Technology, dove dirige le attività di sviluppo e leasing per BRDG Park presso il Danforth Centre di St. Louis. Negli ultimi 20 anni, Gorski ha ricoperto posizioni dirigenziali in ruoli di marketing e vendite con Wells Fargo Bank, Suor su Sister Foundation, Montgomery Sports e Tailwind Sports.

## Palmarès
- 1980

Campionati statunitensi, Velocità dilettanti
Campionati statunitensi, Velocità Elite
- 1983

Campionati statunitensi, Velocità dilettanti
- 1984

Giochi olimpici, Velocità
- 1985

Campionati statunitensi, Velocità dilettanti

## Piazzamenti

### Competizioni mondiali
- Campionati mondiali

Zurigo 1983 - Velocità Dilettanti: 5°
Bassano del Grappa 1985 - Velocità Dilettanti: 4°
- Giochi olimpici

Los Angeles 1984 - Velocità: vincitore